# Karl-Otto Saur (Rüstungsmanager)
Karl-Otto Saur (* 16. Februar 1902 in Düsseldorf; † 28. Juli 1966 in Pullach) war ein deutscher Ingenieur und Amtsleiter im Reichsministerium für Rüstung und Kriegsproduktion zur Zeit des Nationalsozialismus und in Hitlers politischem Testament als Rüstungsminister vorgesehen.

## Leben
Karl-Otto Saur, Sohn des Ingenieurs Karl Emil Saur (1871–1926), studierte von 1921 bis 1926 an der Universität Freiburg und den Technischen Hochschulen Karlsruhe und Hannover Betriebswirtschaft und Maschinenbau und schloss 1926 als Dipl.-Ing. ab. Nach dem Studium trat er bei Thyssen ein, übernahm nach dem Tod seines Vaters den elterlichen Maschinenbaubetrieb, der in der Weltwirtschaftskrise 1928 in Bankrott geriet. Saur ging zurück zu Thyssen und wurde 1929 Direktor der betriebswirtschaftlichen Abteilung der August-Thyssen-Hütte in Duisburg. Seit 1931 war er Mitglied der NSDAP.
Seit 1936 leitete Saur ehrenamtlich das Gauamt des von Fritz Todt seit 1934 geführten Nationalsozialistischen Bundes Dt. Technik (NSBDT) in Essen. Er schloss sich der Organisation Todt an und war entscheidend am Ausbau des NSBDT und des Hauptamtes für Technik in der Reichsleitung der NSDAP beteiligt. 1939 wurde er Stellvertreter Todts im Hauptamt für Technik und NSBDT.
Nach Kriegsbeginn 1939 kurzzeitig zur Wehrmacht eingezogen, trat Saur 1940 als Abteilungsleiter für industrielle Fertigung in das Reichsministerium für Bewaffnung und Munition ein. Als Todt 1942 bei einem Flugzeugabsturz umkam, wurde Saur Amtsleiter im „Reichsministerium für Rüstung und Kriegsproduktion“ unter dem neuen Rüstungsminister Albert Speer. Ab September 1943 war er für die Rüstungsendfertigung sämtlicher Waffen der Wehrmacht zuständig, die Luftwaffe ausgenommen, die Generalluftzeugmeister Erhard Milch betreute.
Als nach vernichtenden Luftangriffen auf die deutschen Flugzeugwerke im März 1944 der Jägerstab unter der gleichberechtigten Führung von Speer und Milch gegründet wurde, um die Produktion von Jagdflugzeugen zu organisieren, erhielt Saur auf Anweisung Hitlers die funktional als entscheidend angesehene Position des Stabschefs, die er auch nach der Umwandlung des Jägerstabs in den Rüstungsstab im August 1944 behielt. Als Stabschef organisierte er die Untertage-Verlagerung von Rüstungsbetrieben und koordinierte die Produktion von Jagdflugzeugen. 1943 und 1944 war er Vorstandsmitglied des Vereins Deutscher Ingenieure (VDI).
Das Bild Saurs als eines skrupellosen und zugleich devoten Nationalsozialisten, der mit nie nachlassender Energie nach dem Amt des Rüstungsministers gestrebt habe, wurde vornehmlich durch Albert Speer gezeichnet. Zwar gilt Speer als Zeitzeuge nicht als vertrauenswürdig, jedoch stellt Saur tatsächlich bereits 1931 in einer Studie Überlegungen über eine genetische Auslese der Arbeiterschaft an und forderte einen drastischen Abbau von Sozialleistungen, um die Vermehrung von ‚Minderbegabten‘ einzuschränken. Als Leiter des Technischen Amtes im Rüstungsministerium und Chef des Jägerstabs war Saur zudem an allen Entscheidungen zur Radikalisierung des Arbeitseinsatzes – auch von Zwangsarbeitern und KZ-Häftlingen – beteiligt. Mit Saurs Namen sind überdies Manipulationen der Produktionsbilanz verbunden, etwa die Übung, nicht ganz vollständige – sog. „saurfertige“ – Waffen an die Truppe zu überweisen und so das Bild eines Rüstungswunders zu befördern.
Saur wurde am 20. April 1945 die höchsten Stufe des Kriegsverdienstkreuzes, dem goldenen Ritterkreuz, verliehen – eine Auszeichnung, die nur zweimal vergeben wurde. Nach einigen Quellen war die Verleihung nur vorgeschlagen, konnte aber wegen des Kriegsendes nicht mehr durchgeführt werden. Adolf Hitler legte Ende April 1945 in seinem politischen Testament Karl-Otto Saur als neuen Rüstungsminister und Nachfolger von Albert Speer fest. Karl Dönitz setzte sich über diese Personalie allerdings hinweg und beließ Speer im Amt.
Am 15. Mai 1945 geriet Saur in US-amerikanische Kriegsgefangenschaft. 1948 trat er als Zeuge der Anklage beim Nürnberger Krupp-Prozess auf, was ihn sozial isolierte. Im Entnazifizierungsverfahren wurde er als Mitläufer (nach anderer Quelle als Verantwortlicher) eingestuft und mit der Auflage aus der Haft entlassen, keine leitende industrielle Position mehr zu übernehmen.
Saur gründete gemeinsam mit einer früheren Sekretärin den Verlag „Dokumentation der Technik“ (später „Dokumentation Saur“), der seit 1949 technische Bibliographien und Nachschlagewerke veröffentlichte. Kommerziell erfolgreich war der Verlag aber erst wenige Jahre vor Saurs Tod mit der Publikation von Adressbüchern. Der Verlag  wurde ab 1966 von seinem ältesten Sohn Klaus G. Saur weitergeführt, seit 1978 unter dem Namen K. G. Saur Verlag.